# Digitaria setigera
Digitaria setigera är en gräsart som beskrevs av Albrecht Wilhelm Roth. Digitaria setigera ingår i släktet fingerhirser, och familjen gräs. Utöver nominatformen finns också underarten D. s. calliblepharata.

## Bildgalleri

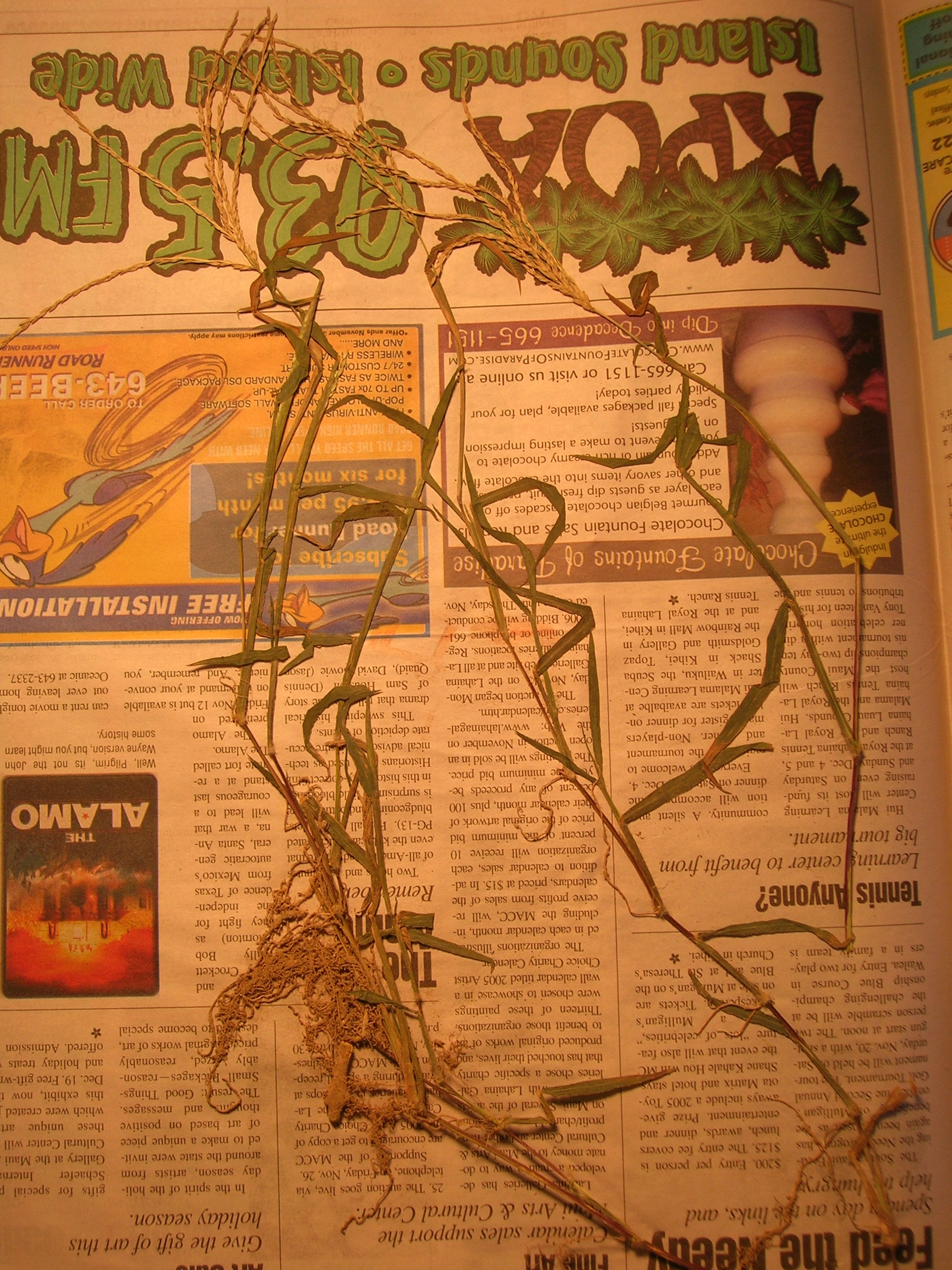
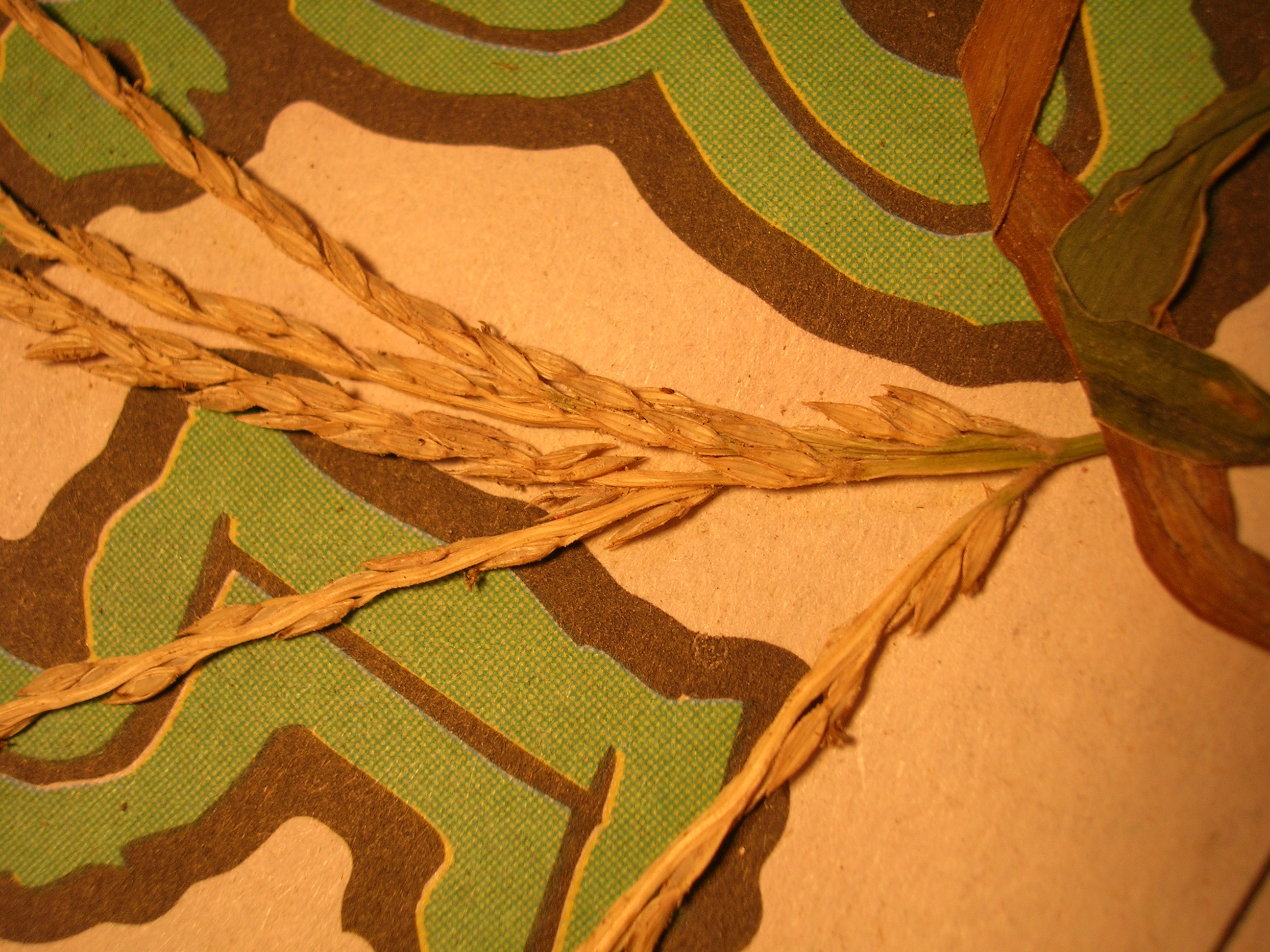
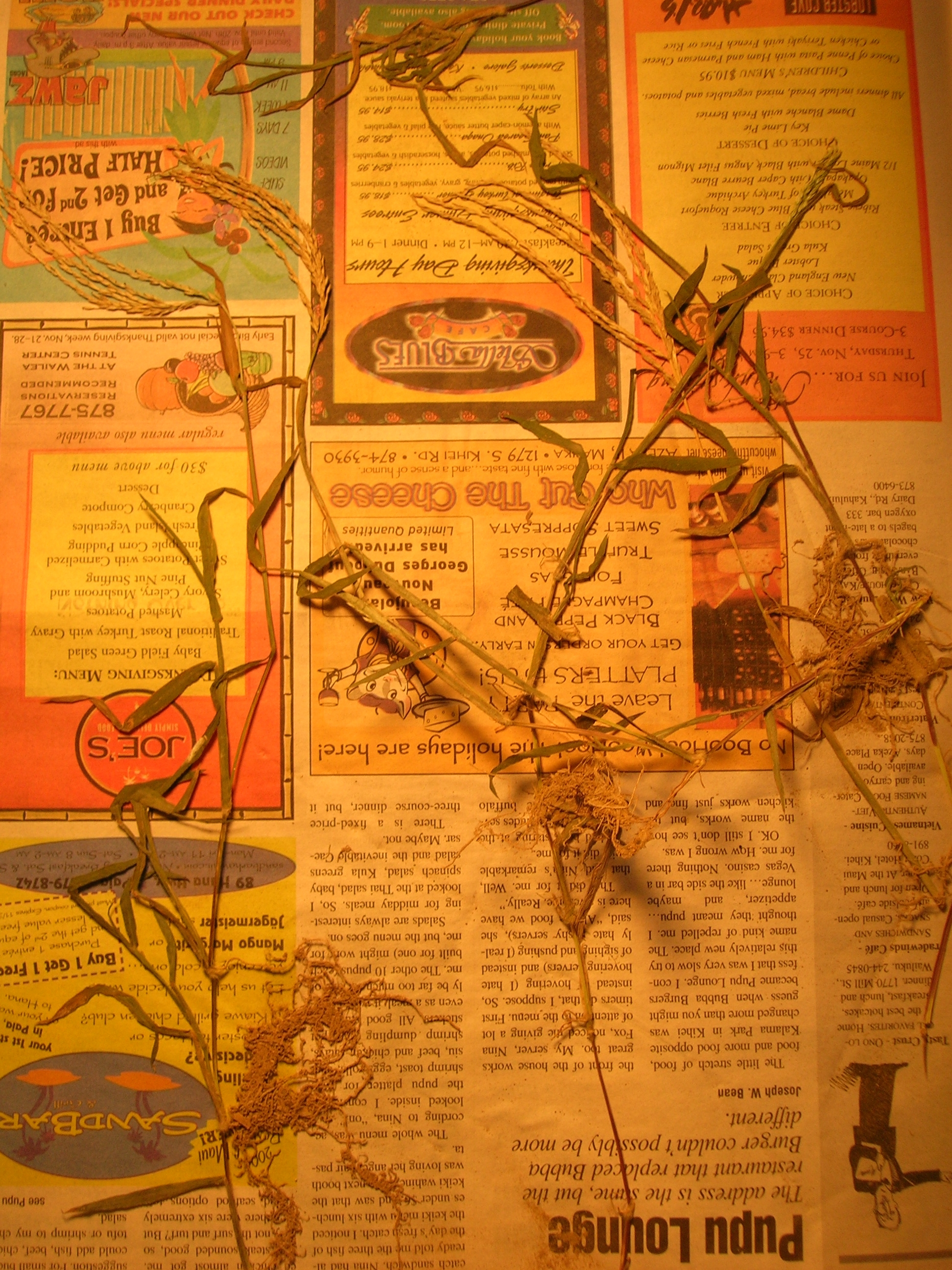
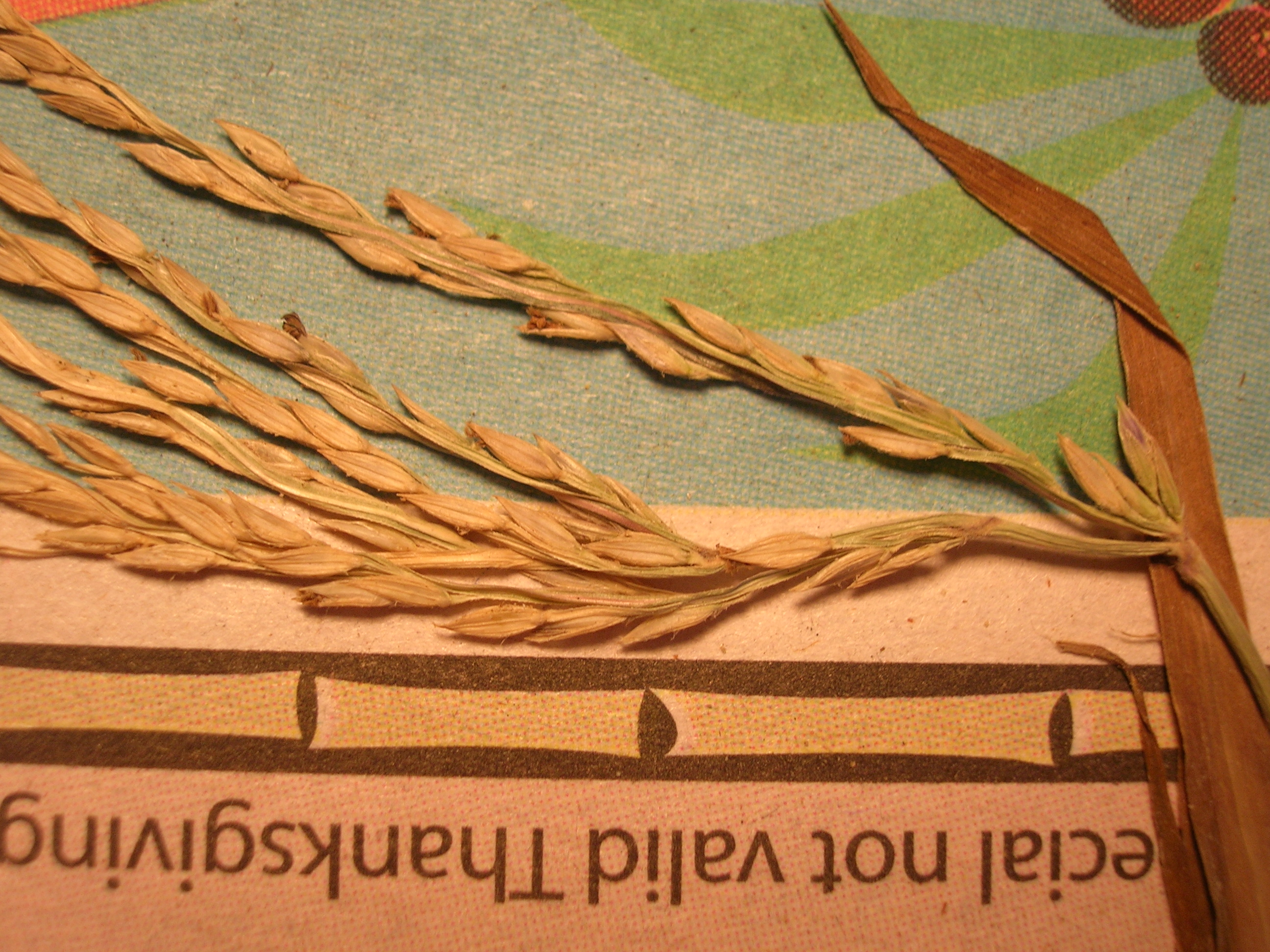